# 梅德韋傑夫推行的現代化計劃

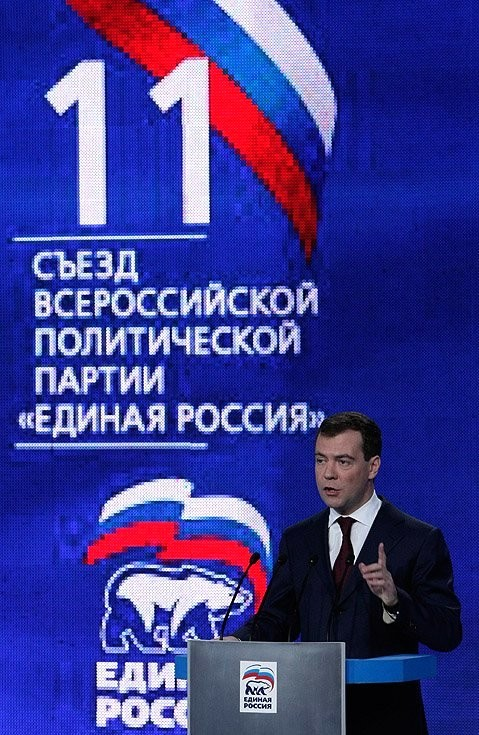
梅德韋傑夫在統一俄羅斯黨大會發表講話

梅德韋傑夫出席2008年全球能源獎頒獎典禮

梅德韋傑夫推行的現代化計劃，是由時任俄羅斯總統德米特里·梅德維傑夫在2009年發起的倡議，目的是改革俄羅斯的經濟和社會，減少該國對石油和天然氣收入的依賴，並創造以高科技為依托、創新和多元化的經濟，而該計劃是基於五個工作重點：高效的能源使用、核能科技、資訊科技、醫藥科技、太空科技及電信技術的結合。

## 背景
在1998年經濟的衰落後，俄羅斯總統普京以抬高油價令經濟復甦，但俄國仍嚴重依賴出口能源和原材料。在21世紀，全球石油價格持續上漲，拉動經濟增長，但梅德韋傑夫指這不僅是一個經濟增長，而是同時對俄羅斯經濟的損害；如果俄羅斯從來沒有改變經濟結構，過去10年的勞碌會得不到任何回報。於2005年，普京的總理弗拉德科夫已警告俄羅斯經濟依賴原材料的出口，而2007年俄羅斯副總理谢尔盖·伊万诺夫亦說如俄羅斯經濟不夠多樣化，遲早會面臨崩潰。2008年就任總統的梅德韋傑夫決議提出經濟現代化的議程，比其他俄羅斯領導人更進一步；2009年，梅德韋傑夫成立了總統創新委員會，該委員會包括了幾乎整個俄羅斯政府及學界、商界的優秀人才。2009年9月，梅德韋傑夫在網上發布一篇文章，題為《前進俄羅斯！》，概述了他想推行的現代化計劃及其戰略目標；他批評俄羅斯的經濟“落後”，又指俄羅斯對出口石油和原材料的依賴是“羞辱”；他形容俄羅斯社會“過時”和“家長式”，並表示國家不能再依靠過去的成就，才能確保一個繁榮的未來。梅德韋傑夫認為俄羅斯的目標應該為現代化和多元化的經濟，而經濟的基礎應為高科技和創新。梅德韋傑夫批評以前嘗試現代化俄羅斯的彼得大帝和蘇聯，指這些計劃成本過高，而這一次的現代化不需要強迫，而是要開發每個人的創造潛能。梅德韋傑夫確定了經濟現代化的五個重點領域，在這五個重點領域必須實現突破：
- 節能和新型能源
- 醫療技術和藥品
- 核電工程
- 信息技術
- 太空和電信

## 計劃結構

### 高效的能源使用
目前俄羅斯的能源強度估計為世界平均水平的約2.5倍。政府設定了在2020年降低能源強度40%的目標，並啟動了一些國家項目，以提高能源利用效率。

### 醫藥技術
儘管俄羅斯的醫藥技術有多項成果，俄國在世界各國中的醫療和藥品生產技術顯著地落後，國家只生產國內20%使用的藥物，而80%為進口；總統梅德韋傑夫指他相信俄羅斯可以克服這個問題，並呼籲恢復俄羅斯的製藥業。
目前，政府還沒有確定和公佈在醫藥技術領域的具體國家重大項目，而政府的目標主要是生產最有需要的醫療設備和藥品，以及支持發展創新產品，特別是涉及到生物技術、細胞和核醫學及納米技術的產品。

### 核技術
俄羅斯是第一個發展民用核能的國家，世界第一座核電廠亦是在俄羅斯，而俄國目前是全世界第四大核能生產國。在核技術領域，俄羅斯擁有雄厚的工業和科研基礎；2015年前，聯邦預算中約1萬億盧布（折合約427億美元）是用於核電產業發展，建立安全、價格便宜、長期供應的核能技術。政府除了在俄羅斯建造新的核電廠外，亦啟動了一些關於核技術領域的國家項目。

### 信息技術
近十數年來，俄羅斯的信息技術快速地傳播。超過42％的人口在俄羅斯有上網，而在2007年國家重點項目的教育範疇中，所有學校和大學提供互聯網連接是項目之一，由當時的副總理梅德韋傑夫親自監督。俄羅斯是領先的軟件開發商，在全國亦有大量的IT人才；儘管如此，俄羅斯面臨IT業人手短缺的問題：2009年，俄羅斯全部公司僱用超過100萬名IT專家，佔全國勞動力的1.34％，比其他主要經濟體，如美國（3.74％）、英國（3.16％）等為低。俄羅斯政府把很多精力投放在信息技術的發展，啟動了一些重大國家項目。

### 太空科技及電信技術的結合
目前，俄羅斯是最大的衛星發射國家和太空旅遊服務的唯一提供者。然而，俄羅斯許多在這一領域的潛力還有待大規模商業化，這可以通過空間技術和電信的結合來實現，而俄羅斯政府為此目的啟動了一些國家項目。2011年，俄羅斯聯邦航天局的資金比2007年增加了幾乎三倍，為31億。